# Paraliochthonius cavalensis
Paraliochthonius cavalensis är en spindeldjursart som beskrevs av Zaragoza, Aguin-Pombo och Valter Fraga Nunes 2004. Paraliochthonius cavalensis ingår i släktet Paraliochthonius och familjen käkklokrypare. Inga underarter finns listade i Catalogue of Life.